# Walthère Jamar

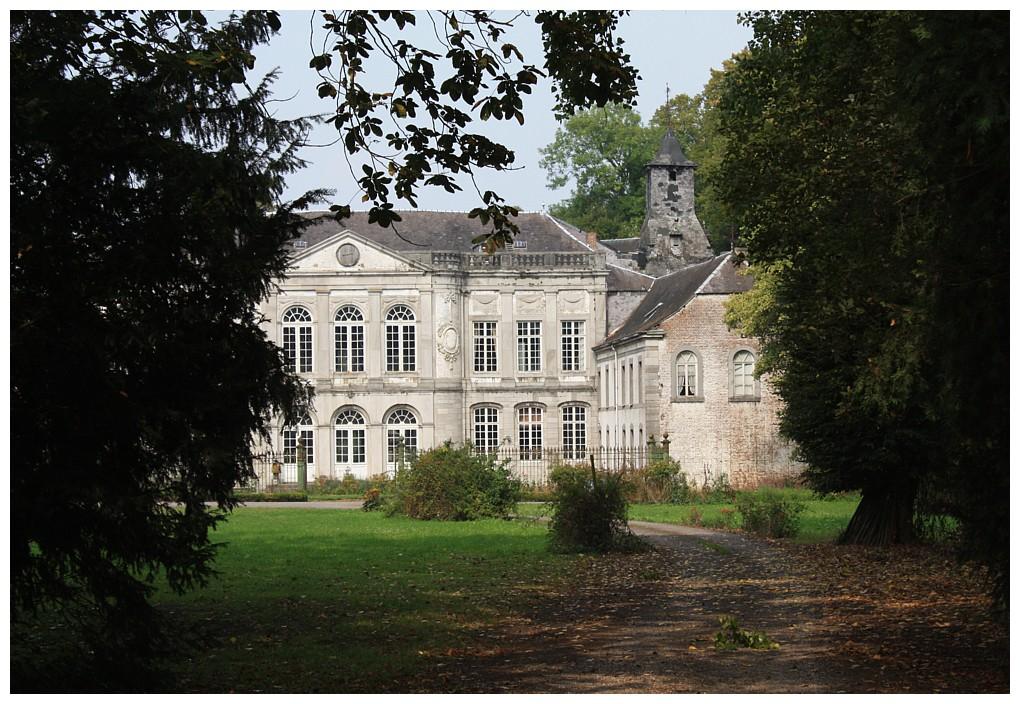
Het Kasteel van Hasselbroek

Walthère Gérard Mathieu Jamar (Ans-et-Glain, 21 oktober 1804 - 16 januari 1858) was een Belgisch senator.

## Levensloop
Hij was een zoon van de koolmijnenuitbater en burgemeester van Ans-et-Glain Walthère-Melchior Jamar (1747-1833) en van Marie-Madeleine Vankers. Hij trouwde met Anne Ghysens en ze waren de ouders van Émile Jamar.
Hij baatte de kolenmijnen uit van Gosson in Montegnée en Bonne-Fin in Luik. In 1841 kocht hij het Kasteel van Hasselbroek aan.
Hij was provincieraadslid van 1848 tot 1851. In 1851 werd hij verkozen tot liberaal senator voor het arrondissement Luik en vervulde dit mandaat tot in 1858.